# Larsen Jensen
Larsen Alan Jensen (Bakersfield, 1 de setembro de 1985) é um nadador norte-americano, ganhador de duas medalhas em Jogos Olímpicos.